# Friedrichshafen
Friedrichshafen is een stad aan het Bodenmeer in het zuiden van Duitsland, in de deelstaat Baden-Württemberg. Het is de Kreisstadt van de Landkreis Bodenseekreis. De stad telt 61.221 inwoners.

## Stadsdelen

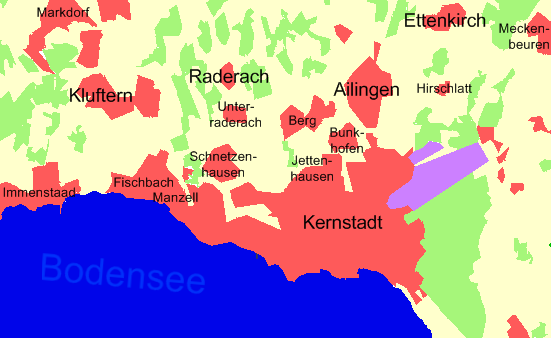
Situering stadsdelen van Friedrichshafen; in paars: de luchthaven en het jaarbeursterrein.

De stad bestaat uit de kernstad en vier bij gemeentelijke herindelingen in de jaren-1970 daaraan toegevoegde gemeentes. Dit zijn Ailingen, Ettenkirch, Kluftern en het slechts 400 inwoners tellende Raderach. Deze voormalige gemeentes hebben de status van Ortschaft in de zin van de regelgeving op gemeentes van de deelstaat Baden-Württemberg. Dit houdt in, dat deze eigen politieke organen hebben, waarvan de vertegenwoordigers d.m.v. verkiezingen door de bevolking worden aangewezen.
Al deze Ortschaften (met uitzondering van Raderach) bestaan op hun beurt weer uit diverse dorpen, gehuchten en Wohnplätze. Zie onderstaande tabel.
| Stadsdeel  | Dorpen, gehuchten en Wohnplätze |
| ---------- | --- |
| Kernstad   | Allmannsweiler, Eichenmühle, Fischbach, Grenzhof, Heiseloch, Hofen, Jettenhausen, Löwental, Manzell, Meistershofen, Neuhäuser, Riedern, Rupberg, St. Georgen, Schnetzenhausen, Seemoos, Seewiesenesch, Spaltenstein, Sparbruck, Waggershausen, Windhag  |
| Ailingen   | Berg, Buchholz, Bunkhofen, Hagendorn, Höhler, Holzhof, Ittenhausen, Lochenried, Martinshof, Oberailingen, Oberlottenweiler, Reinach, Unterailingen, Unterlottenweiler, Waldacker, Weilermühle, Wiggenhausen, Wolfenhof                                  |
| Ettenkirch | Appenweiler, Batzenweiler, Bettenweiler, Eggenweiler, Ellenweiler, Furatweiler, Habratsweiler, Hinterhof, Hirschlatt, Huiweiler, Krehenberg, Lehhorn, Lempfriedsweiler, Lindenholz, Rosengarten, Waltenweiler, Wannenhäusern, Wirgetswiesen, Zillisbach |
| Kluftern   | Efrizweiler, Höge, Kreuzäcker, Lipbach, Mühlöschle, Ziegelacker |

## Infrastructuur

### Trein- en busverkeer

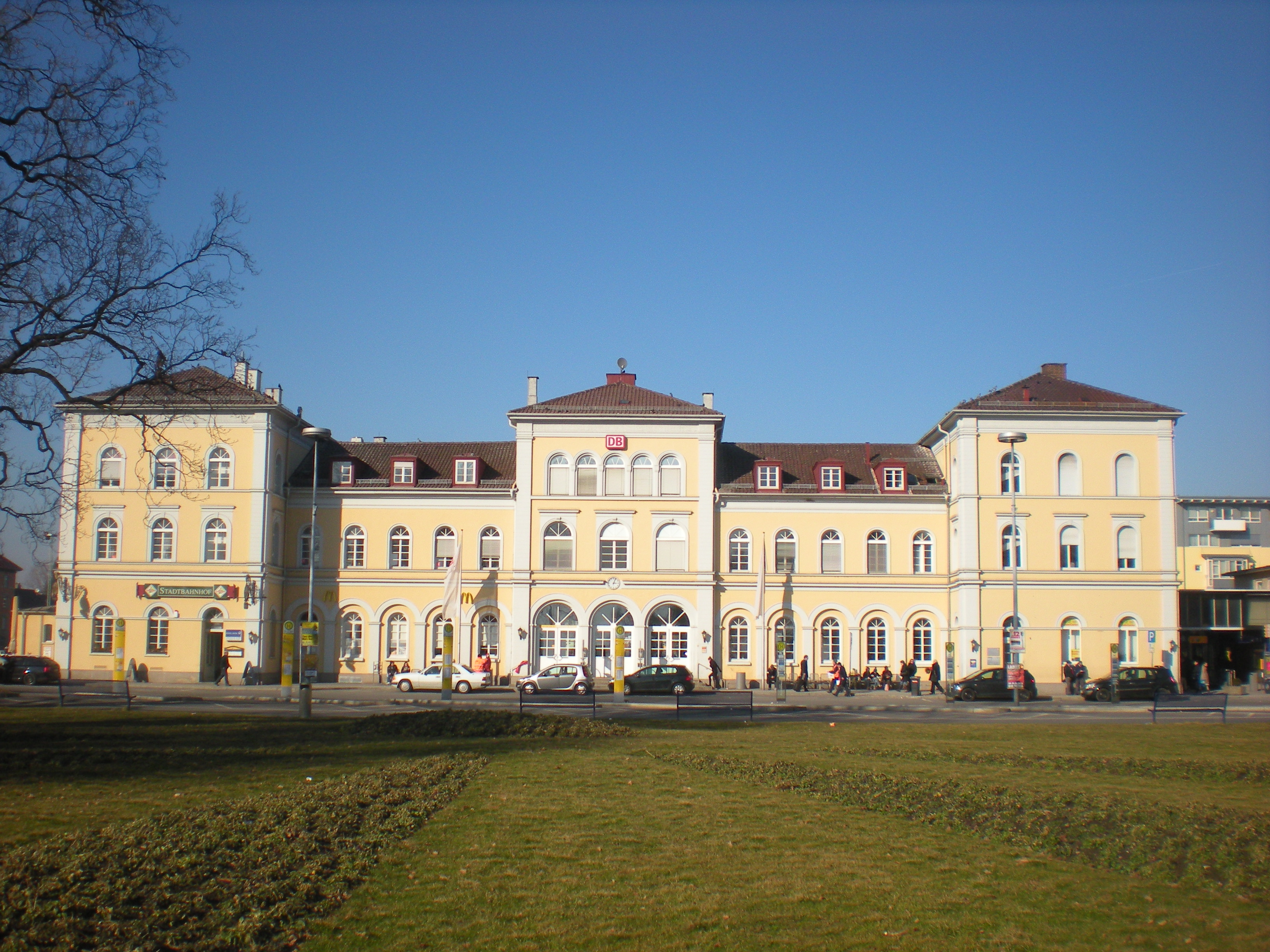
Station Friedrichshafen Stadt
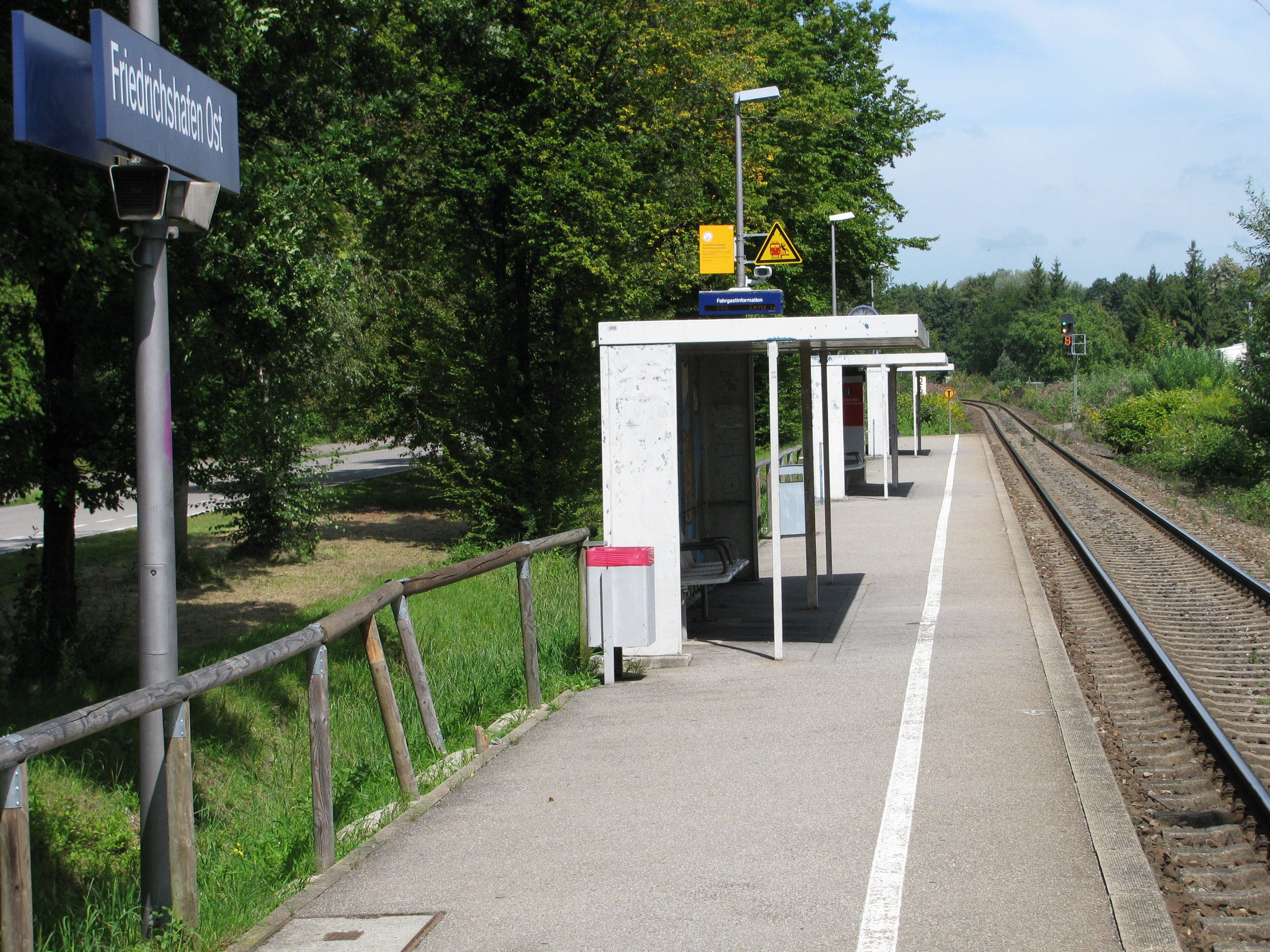
Spoorweghalte Friedrichshafen-Ost
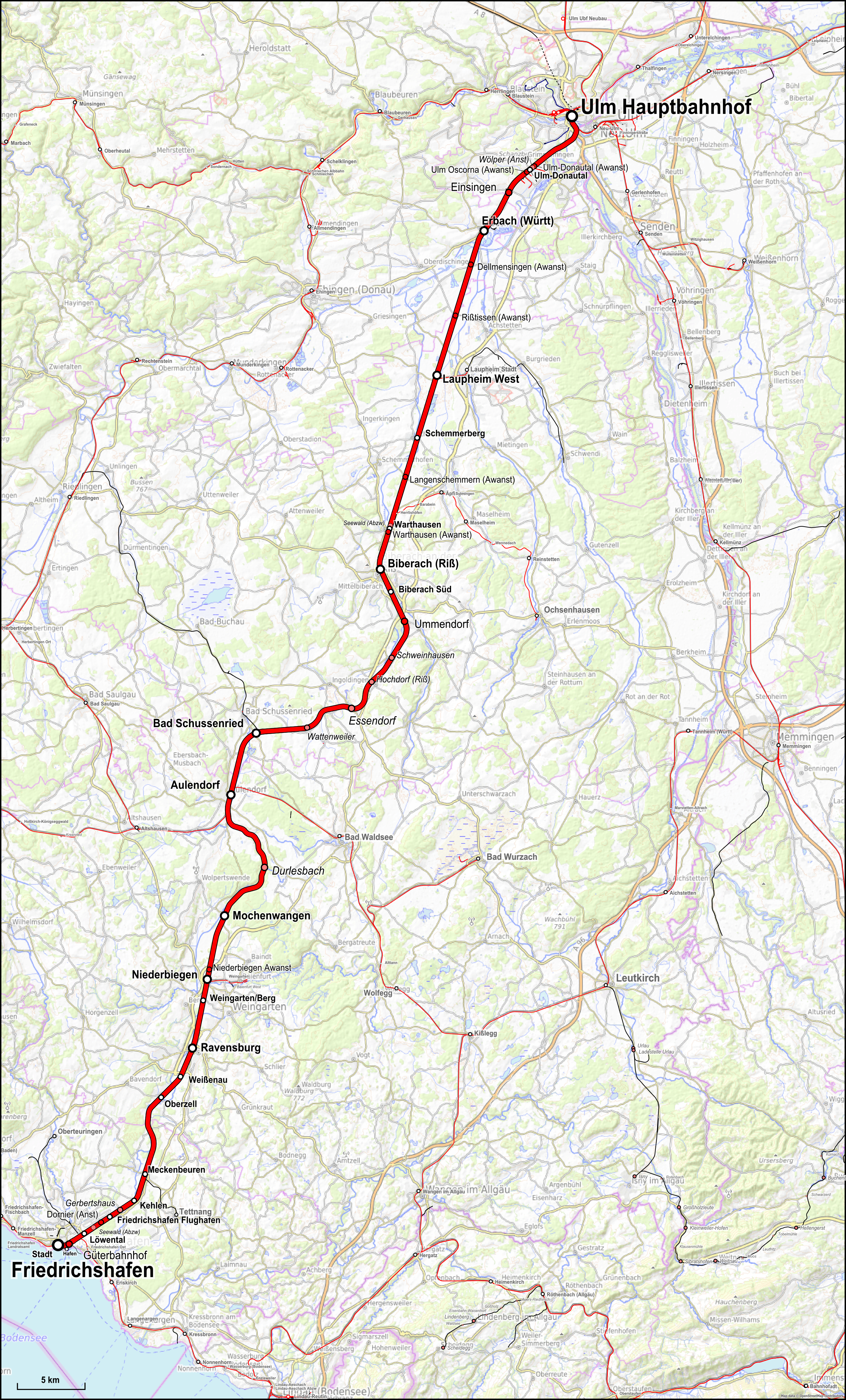
Trajectkaart spoorlijn Ulm-Friedrichshafen Stadt

De twee belangrijkste spoorwegstations zijn Friedrichshafen Stadt en station Friedrichshafen Hafen, waarvan het vroegere stationsgebouw het Zeppelinmuseum huisvest. Station Friedrichshafen Stadt, dat reeds in 1847, twee jaar eerder dan het station aan de haven, geopend werd, is een regionaal spoorwegknooppunt, aan lijnen van en naar:
- Ulm Hauptbahnhof: lengte: 103,5 km; via o.a. Ravensburg en Biberach an der Riß; aan deze lijn liggen spoorweghaltes bij de luchthaven van Friedrichshafen en in stadsdeel Löwental.
- Lindau (Bodensee): lengte: 22,5 km; via o.a. halte Friedrichshafen-Ost en Kressbronn am Bodensee.
- Stahringen (een stadsdeel van Radolfzell am Bodensee): lengte 52 km; via o.a. haltes FN-Kluftern, FN-Fischbach, FN-Manzell en FN-Landratsamt, alle vier binnen de stadsgrenzen van Friedrichshafen, en verderop de stad Überlingen; deze lijn is, in tegenstelling tot de andere genoemde lijnen, nog niet geëlektrificeerd; modernisering en elektrificatie van deze lijn verkeren anno 2022 in de planningsfase.
- een 800 m lang lijntje naar station Friedrichshafen Hafen.

Van station Friedrichshafen Stadt rijden talrijke stads- en streekbussen, waarvan diverse buiten de spitsuren op werkdagen een zeer beperkte frequentie hebben, in alle richtingen.

### Wegverkeer
- Bundesstraße 30 noordoostwaarts naar Ravensburg en Bad Waldsee;
- Bundesstraße 31 oostwaarts langs de Bodensee, bijna 30 km verderop naar afrit 3 Sigmarszell van de Autobahn A 96, dicht bij de grens met Oostenrijk; de A 96 is de dichtstbij gelegen Autobahn;
- Bundesstraße 31 westwaarts langs de Bodensee naar Überlingen en het ongeveer 50 km van Friedrichshafen verwijderde Stockach.

### Scheepvaart

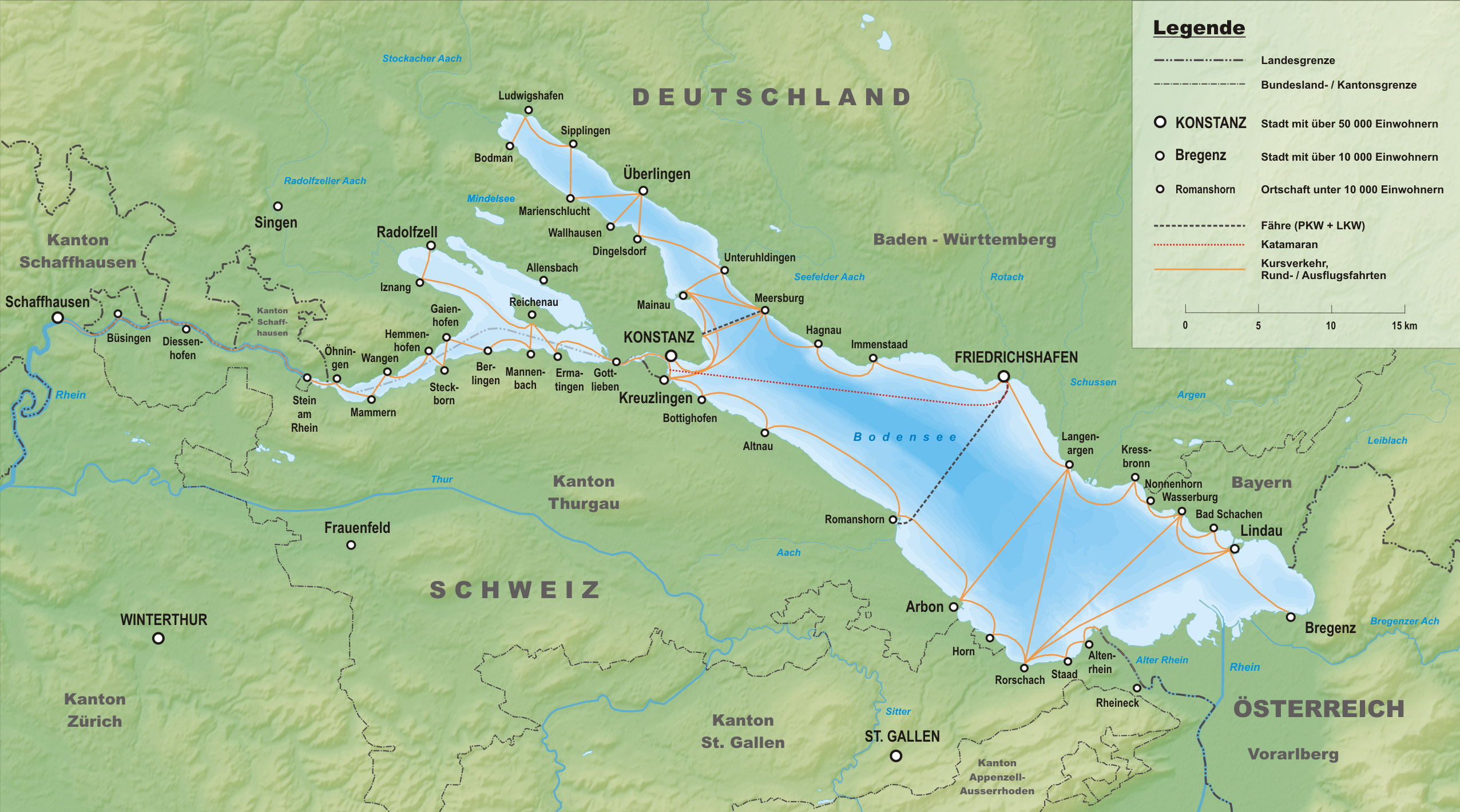
Scheepvaartroutes Bodensee

Friedrichshafen ligt aan de noordoever van de Bodensee.
De stad heeft een vaste, ook voor auto's toegankelijke veerbootverbinding met Romanshorn in Zwitserland v.v.; frequentie overdag: 1 x per uur; duur van de overvaart: 41 minuten. Veerverbindingen per catamaran bestaan met Konstanz; frequentie overdag: 1 x per uur; duur van de overvaart: 52 minuten; alleen voor voetgangers, die echter wel een fiets mee mogen nemen. Daarnaast worden vanuit Friedrichshafen in het toeristenseizoen rondvaarten op de Bodensee georganiseerd.

### Luchtverkeer

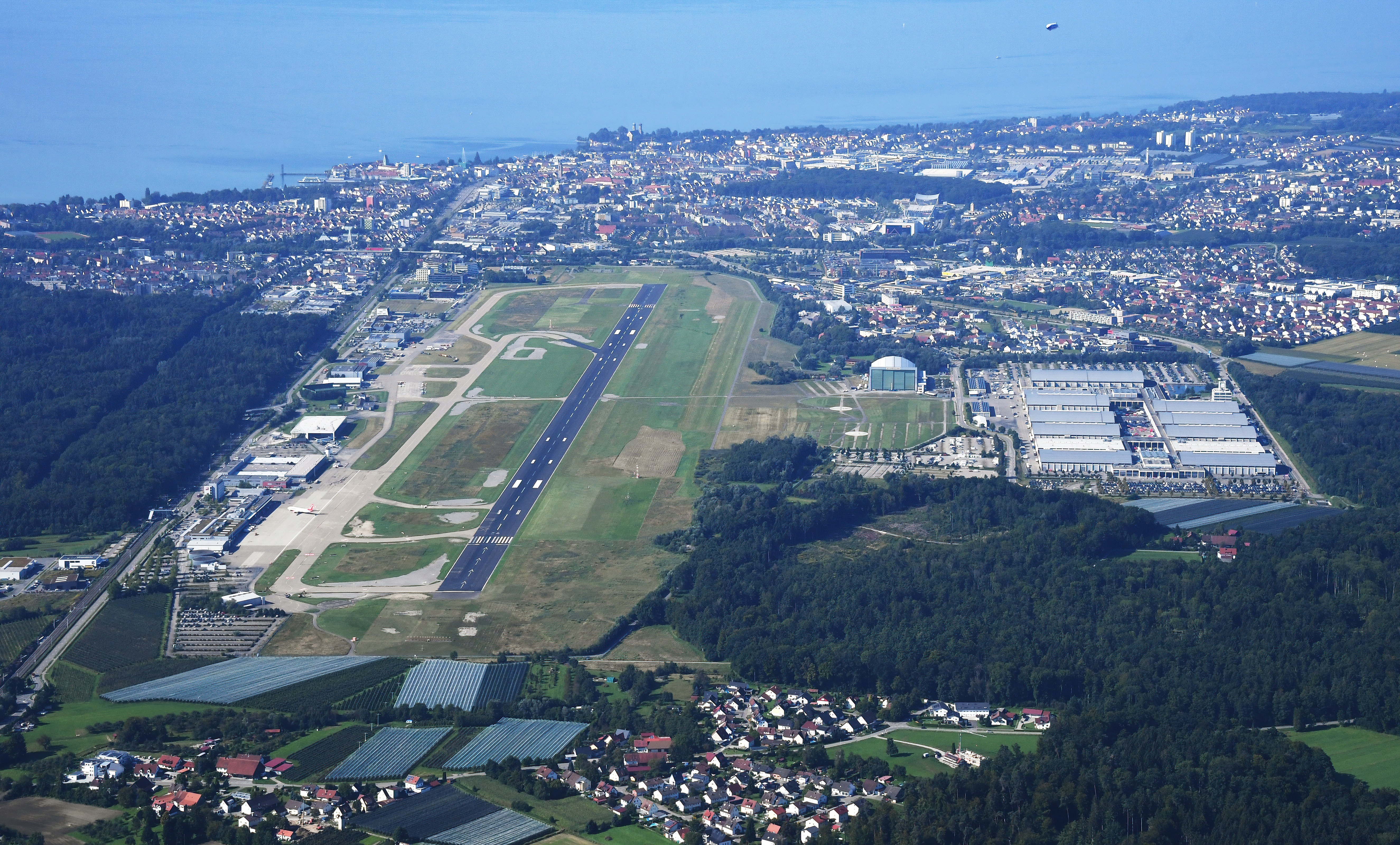
De luchthaven (links) en de jaarbeursgebouwen (rechts) van Friedrichshafen

Friedrichshafen beschikt over een luchthaven, 3 km ten noorden van de stad; zie: Flughafen Friedrichshafen.

## Economie
De stad heeft ook na de verwoesting tijdens de Tweede Wereldoorlog een industrieel karakter behouden. De grootste fabrieken in Friedrichshafen zijn die van ZF Friedrichshafen (ook het hoofdkantoor van dit concern is hier gevestigd) en Rolls-Royce vliegtuigmotoren.
Friedrichshafen is verder in geheel Duitsland bekend als jaarbeurs-(Messe-)stad. Jaarlijks vinden er verscheidene van dit soort industriële en commerciële evenementen plaats, waaronder de vakbeurs AERO op het gebied van vliegtuigtechniek (met name kleine toestellen). De jaarbeursgebouwen grenzen aan de luchthaven van de stad.

## Geschiedenis
Friedrichshafen ontstond in 1811 uit de voormalige vrije rijksstad Buchhorn, waarvan de stad het gemeentewapen overnam, door samenvoeging met de gemeente Hofen. De stad werd genoemd naar koning Frederik I (Friedrich) van Württemberg.
Leden van het Huis Württemberg bewonen nog steeds het Schloss Friedrichshafen, een tijdens de Dertigjarige Oorlog verwoeste, en in de 18e eeuw in rococostijl herbouwde, voormalige abdij. Deze abdij was in de 10e eeuw gesticht als benedictinesser nonnenklooster, in de 18e eeuw onderhorig geworden aan de Abdij Weingarten en in 1803 geseculariseerd; de gebouwen werden tot paleis omgebouwd. Ze is samen met de abdij Weingarten van 1803 tot 1806 een deel geweest van het Vorstendom Fulda en Corvey. Dat werd geregeerd door de latere koning (toen nog prins) Willem Frederik van Oranje-Nassau.
Zeker al sinds het begin van de 19e eeuw waren er in Kempten, maar vooral te Friedrichshafen en te Ravensburg jaarlijks in maart markten, waar kinderen verhandeld werden. Deze „Schwabenkinder“, afkomstig uit Vorarlberg, Tirol, Liechtenstein en Zwitserland werden voor een half jaar aan boeren uit Zwaben en omliggende streken verhuurd. Het betrof hier kinderen uit zeer arme boerenfamilies in de Alpen. Hun boerderijtjes brachten niet voldoende op om het levensonderhoud van deze kinderen te kunnen bekostigen. Na, vooral vóór de komst van de spoorwegen plm. 1884, een uitputtende reis kwamen de 5- tot 14-jarige kinderen op deze markten aan, en werden dan voor een half jaar (tot eind oktober of tot Sint Maarten, 11 november) verhuurd aan Zuid-Duitse boeren, die werkkrachten te kort kwamen. Deze veel bekritiseerde praktijken, die volgens een Amerikaans krantenartikel over Friedrichshafen uit 1908 neerkwamen op slavenhandel, eindigden pas definitief in 1921. In dat jaar werd in Württemberg de leerplicht ook voor buitenlandse kinderen ingevoerd; boerenlobby's hadden de vrijstelling van de verplichte schoolgang tot dat jaar weten te handhaven.
De stad is bekend geworden door het bedrijf Luftschiffbau Zeppelin, dat er van 1898 tot het begin van de Tweede Wereldoorlog zeppelins produceerde. Ook Dornier (hoofdzakelijk vliegtuigen en watervliegtuigen) was er gevestigd, alsmede een fabriek van tandwielen (Zahnradfabrik, het latere ZF Friedrichshafen) voor militaire toepassingen. De industrie te Friedrichshafen werd in de oorlog draaiende gehouden door de inzet van dwangarbeiders, o.a. krijgsgevangenen en gevangenen uit concentratiekampen. In de oorlog werd Friedrichshafen door verschillende geallieerde bombardementen verwoest, met de bedoeling de verdere productie van wapens onmogelijk te maken.
Van 1912 tot 1966 (opgegaan in het concern Daimler-Benz) bestond te Friedrichshafen een motoren- en autofabriek met de naam Maybach Motorenbau.
Van 1997 tot 2005 werden drie nieuwe luchtschepen van het type Zeppelin NT voor het toerisme geproduceerd. In 2013 nam Parijs, de hoofdstad van Frankrijk, een Duitse zeppelin in gebruik voor toeristische doeleinden.

## Bezienswaardigheden, toerisme
- Van het Schloss Friedrichshafen kan alleen de van twee 55 meter hoge torens voorziene slotkerk (de evangelisch-lutherse Schlosskirche) bezichtigd worden, uitgezonderd tijdens kerkdiensten en op donderdag. Het uit het begin van de 18e eeuw in barok- en rococo-stijl daterende godshuis werd na verwoesting in de Tweede Wereldoorlog rond 1950 naar origineel ontwerp herbouwd. Aanbevolen wordt, teneinde meer te kunnen begrijpen van de details van de kerkinrichting, een rondleiding door deze kerk te boeken.
- Ook de van oorsprong gotische, rooms-katholieke, St.-Nicolaaskerk in de binnenstad is na grote oorlogsschade herbouwd. In het verder eenvoudige interieur valt het moderne kerkorgel nog het meest op.
- Dornier-Museum, dicht bij de luchthaven, museum op het gebied van de lucht- en ruimtevaart, met o.a. Dornier-watervliegtuigen
- Zeppelin-Museum, dicht bij de haven aan de Bodensee, in een voormalig stationsgebouw, museum op het gebied van o.a. zeppelins en soortgelijke luchtschepen
  - Het Zeppelin-Schauhaus (König-Wilhelm-Platz 12 in de wijk Zeppelindorf) is een dependance van het Zeppelin-Museum met nadruk op het leven van de gewone man en van de arbeiders in de voormalige Zeppelin-fabrieken.
- Klein brandweermuseum in het dorp Ettenkirch
- Schoolmuseum over het lager onderwijs van 1850-1930, Friedrichstraße 14
- Strandbad, recreatiestrand aan de Bodensee ten westen van het stadscentrum
- Promenade langs de oever van de Bodensee met diverse horecagelegenheden
- De Moleturm, een 22 m hoge uitzichttoren in de haven, mag beklommen worden
- Verspreid door de stad staan enkele bijzondere fonteinen en sculpturen

## Sport

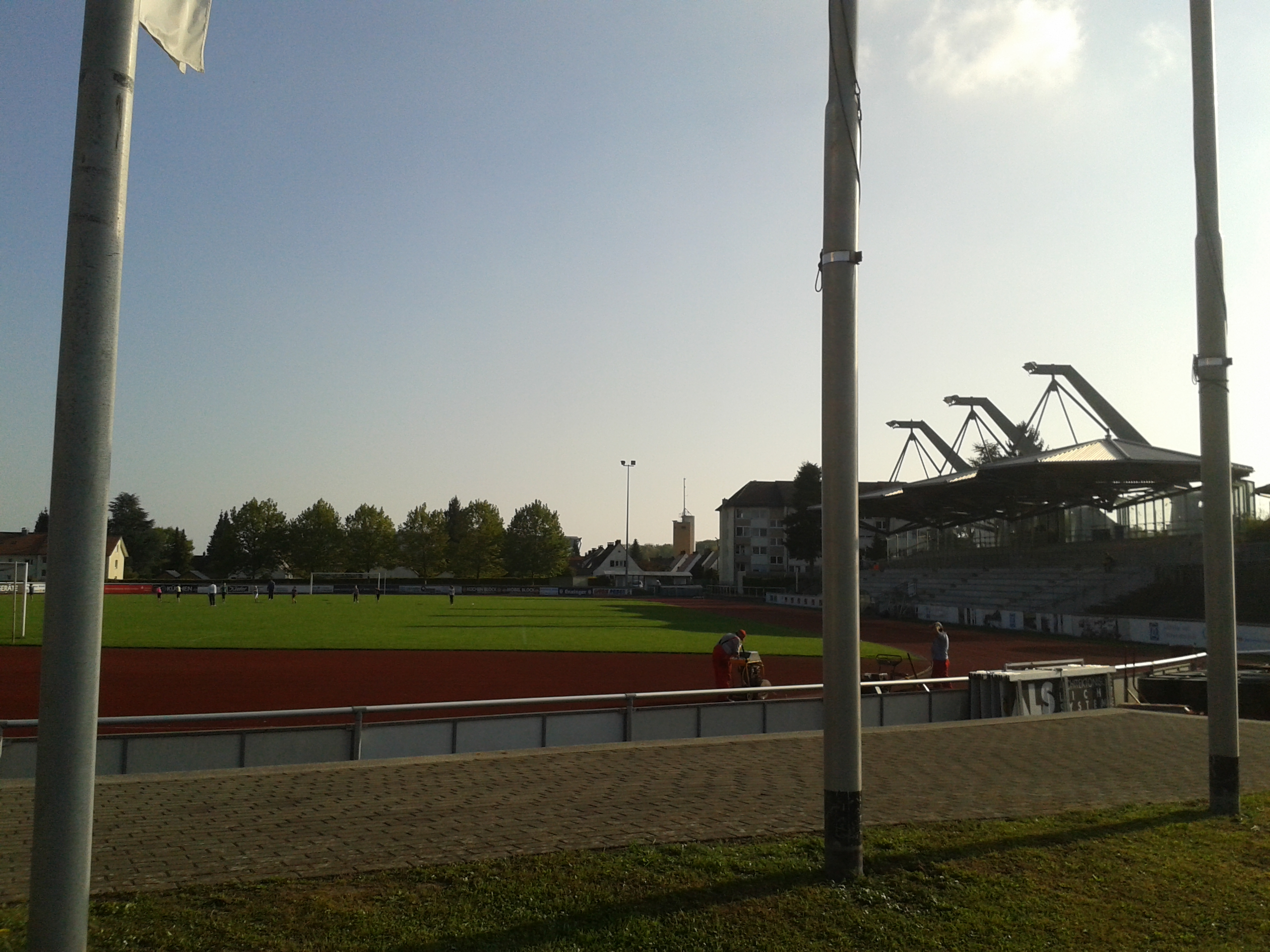
Zeppelin Stadion

Te Friedrichshafen is sinds haar oprichting in 1909 de multi-sportvereniging VfB Friedrichshafen gevestigd. In het mannen-volleybal behoort het eerste team van deze club tot de beste van geheel Duitsland. De voetbal- en atletiekafdelingen van de club beschikken over het Zeppelin Stadion aan de Teuringer Straße 2. Dit is een gecombineerd atletiek- en voetbalstadion, met een capaciteit van 12.000 toeschouwers. De clubkleuren zijn blauw-wit.

## Stedenbanden
Friedrichshafen onderhoudt jumelages met:
- Sarajevo (in Bosnië en Herzegovina), sedert 1972
- Saint-Dié-des-Vosges in Frankrijk, sedert 1973
- Peoria (Illinois) in Illinois (USA), sedert 1976
- Delitzsch, Saksen, voormalige DDR, sedert 1990
- Polatsk (Wit-Russisch: Полацк) in Belarus, sedert 1990
- Imperia in Italië, sedert 2014

Een iets minder intensieve en officiële Städtefreundschaft bestaat met:
- Tsuchiura (Japans: 土浦市, Tsuchiura-shi) in Japan, sedert 1994

## Bekende personen in relatie tot de gemeente

### Geboren te Friedrichshafen
- Matteo Pertsch (1769 - 11 april 1834), architect
- Heinrich Lanz (* 9 maart 1838; † 1 februari 1905 in Mannheim), oprichter van Heinrich Lanz AG, een bekende fabrikant van landbouwmachines
- Toni Schneider-Manzell, kunstenaarsnaam van Toni Schneider (Manzell bij Friedrichshafen, 22 februari 1911 - Rosenheim, 7 november 1996), beeldhouwer
- Carl van Württemberg (1936-2022), ondernemer
- Stefan Waggershausen (* 20 februari 1949), zanger, muziekproducent en auteur
- Thom Barth (* 1951) beeldend kunstenaar, maakt o.a. installaties, en wordt gerekend tot de makers van conceptuele kunst; exposeerde in 1992 en 2001 ook in België
- Jörg Diesch en Eckart Diesch (* 29 september 1951, resp. 1 mei 1954), broers van elkaar, zeilers in het boottype Flying Dutchman, behaalden Olympisch goud in 1976
- Peter Rundel (1958), violist en dirigent
- Theresia Walser (20 oktober 1967), toneelschrijfster, dochter van Martin Walser
- Simon Zoller (1991), voetballer
- Liane Lippert (13 januari 1998), wegwielrenster
- Giulia Gwinn (1999), voetbalster

### Overigen
- Grootvorstin Olga Nikolajevna van Rusland (Russisch: Великая Княжна Ольга Николаевна) (Sint-Petersburg, Rusland, 11 september 1822 - Friedrichshafen, 30 oktober 1892), dochter van tsaar Nicolaas I van Rusland
- Martin Walser (Wasserburg am Bodensee, 24 maart 1927 - Überlingen, 28 juli 2023), schrijver van romans, verhalen en toneel, en vooraanstaand, maar politiek omstreden intellectueel; woonde lange tijd te Friedrichshafen

## Galerij

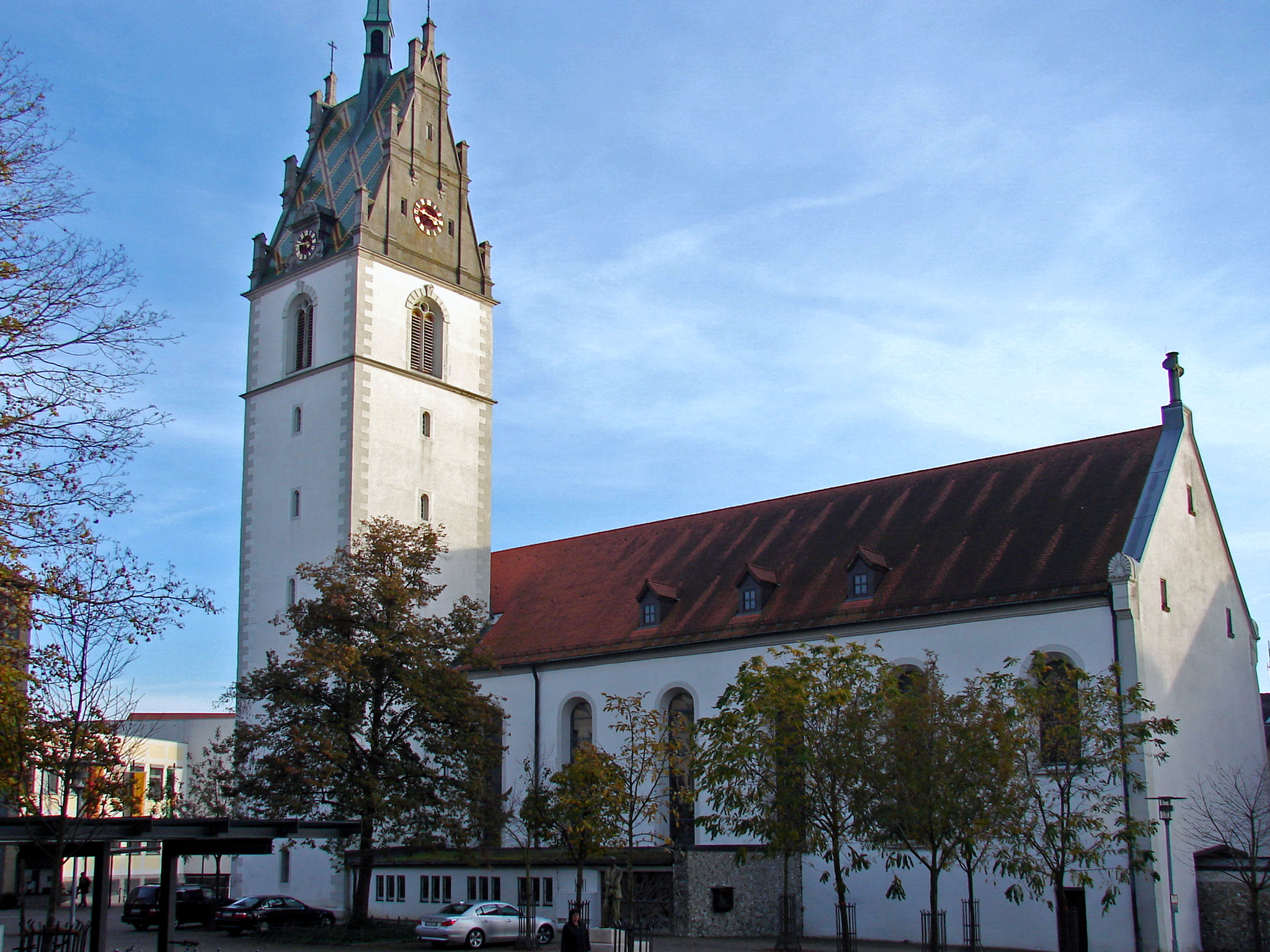
St. Nicolaaskerk
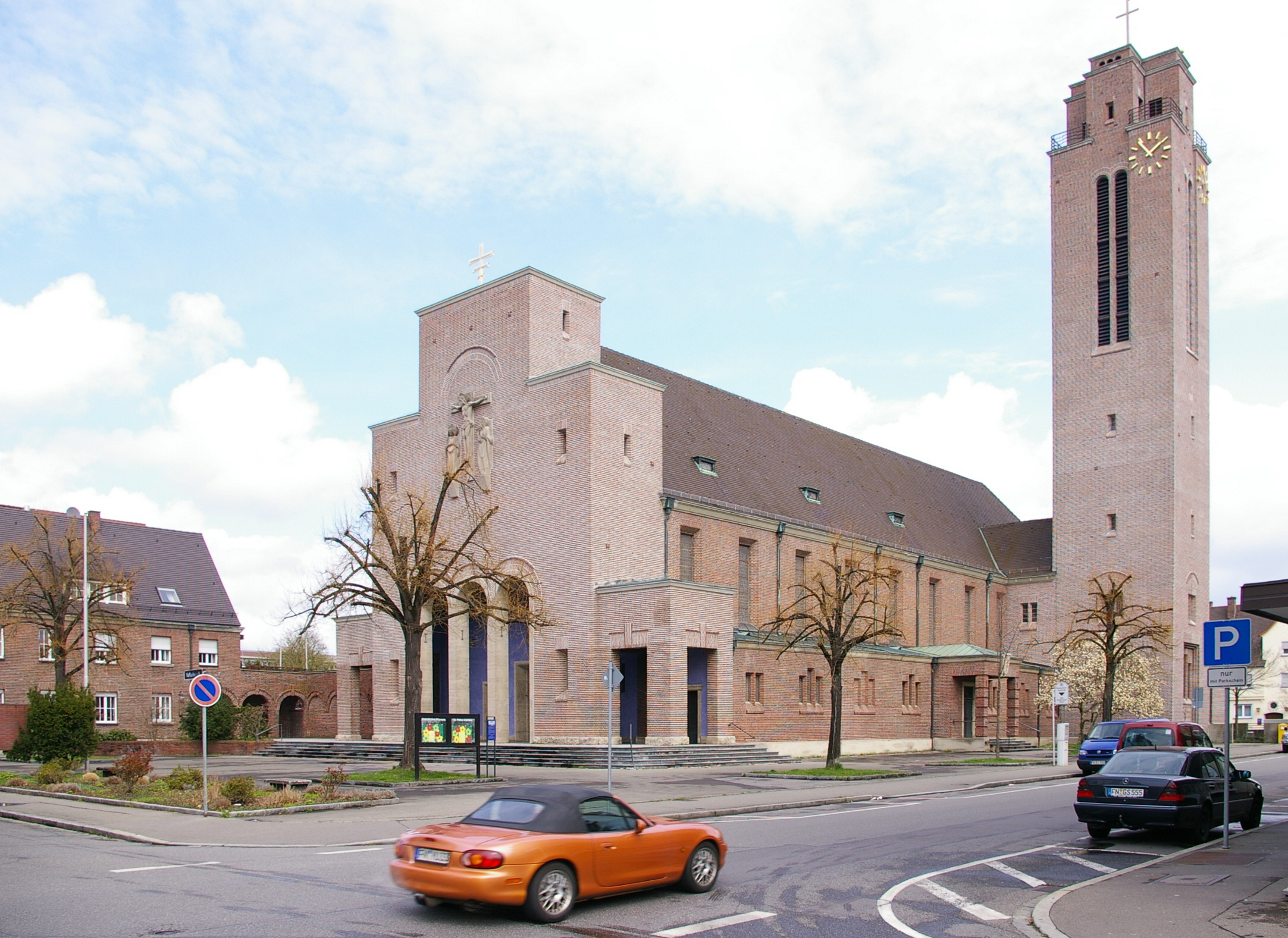
R.K. Petrus Canisiuskerk (1928)
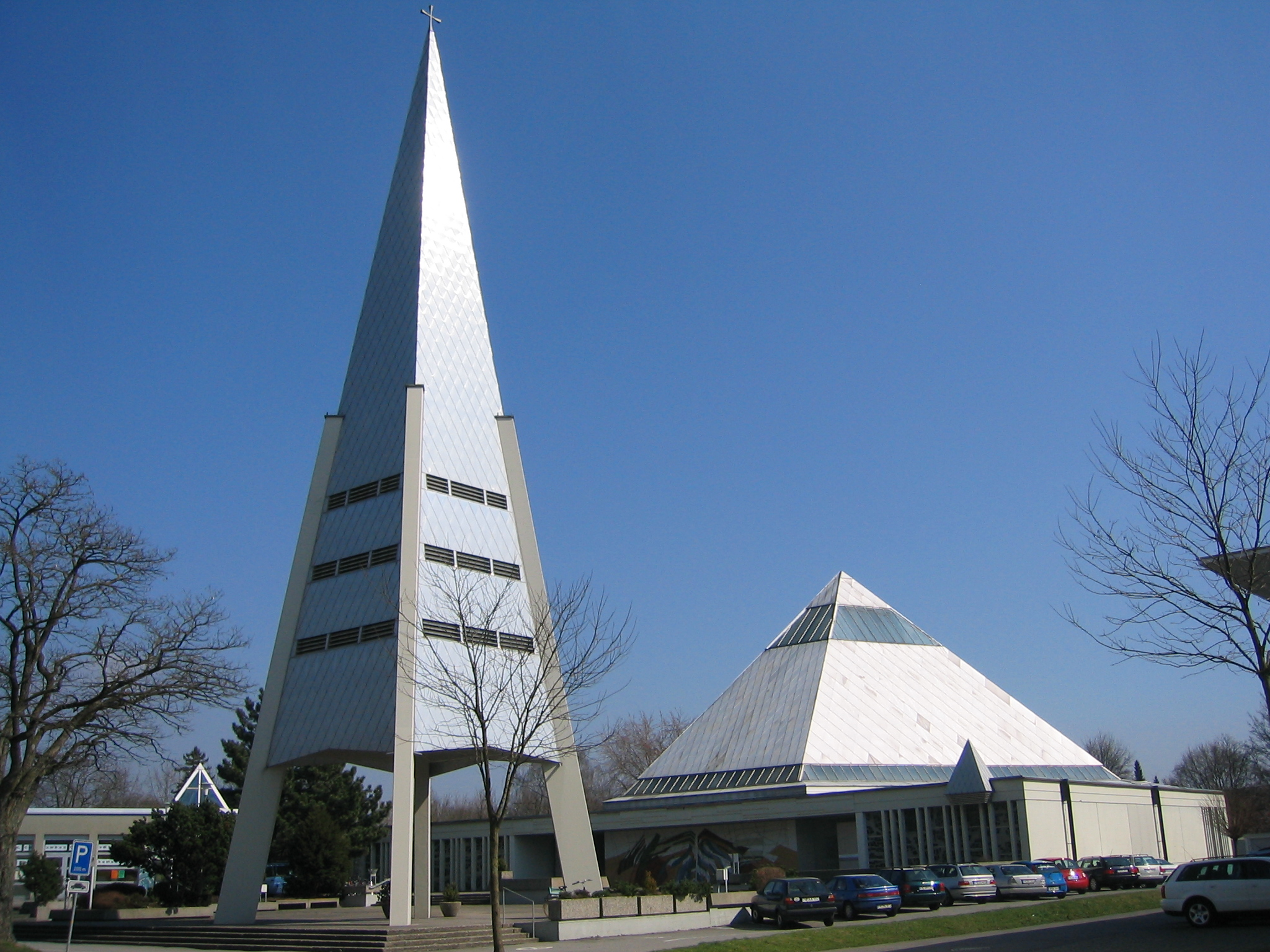
R.K. Columbanuskerk (1966)
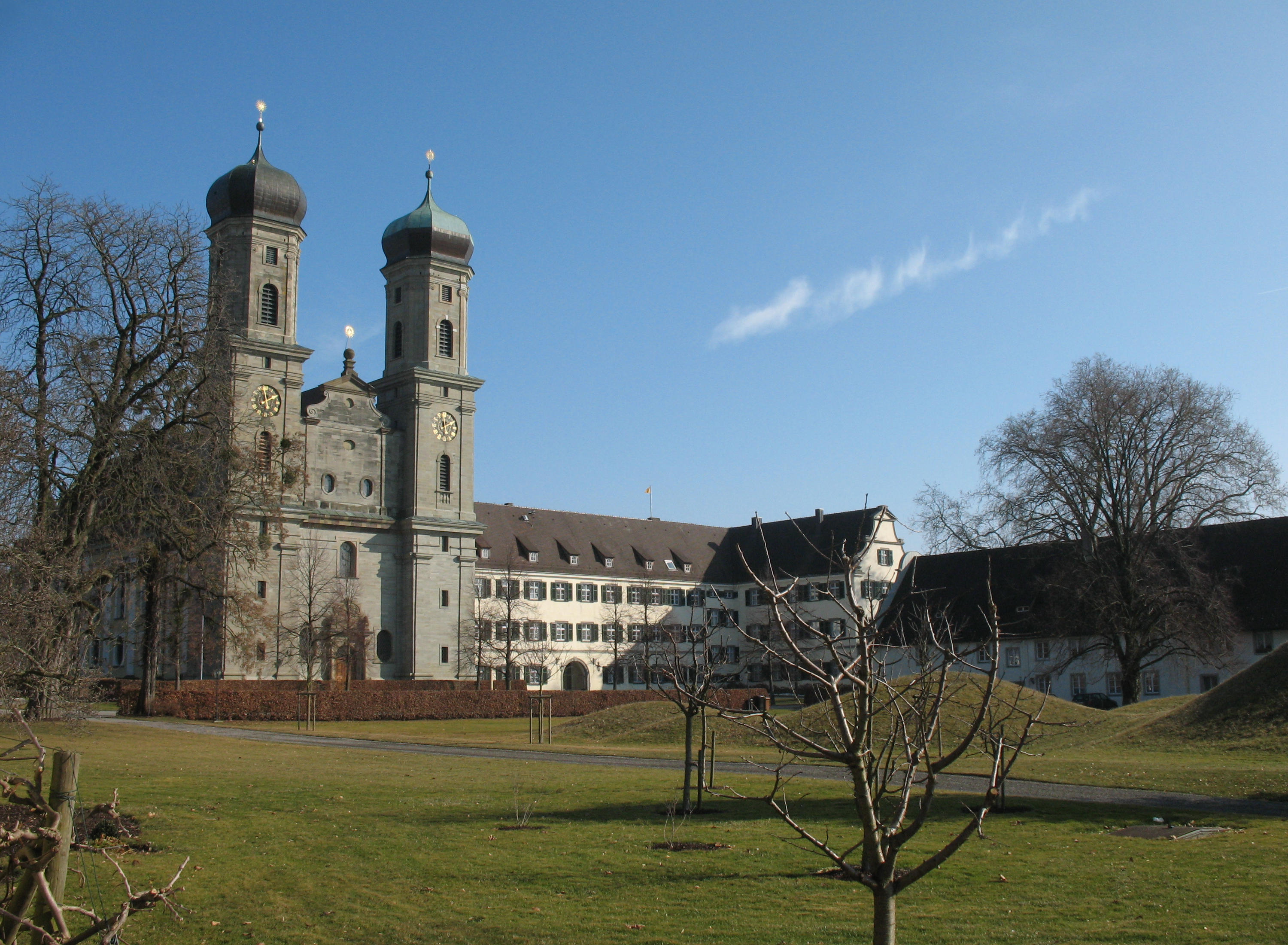
Schloss Friedrichshafen
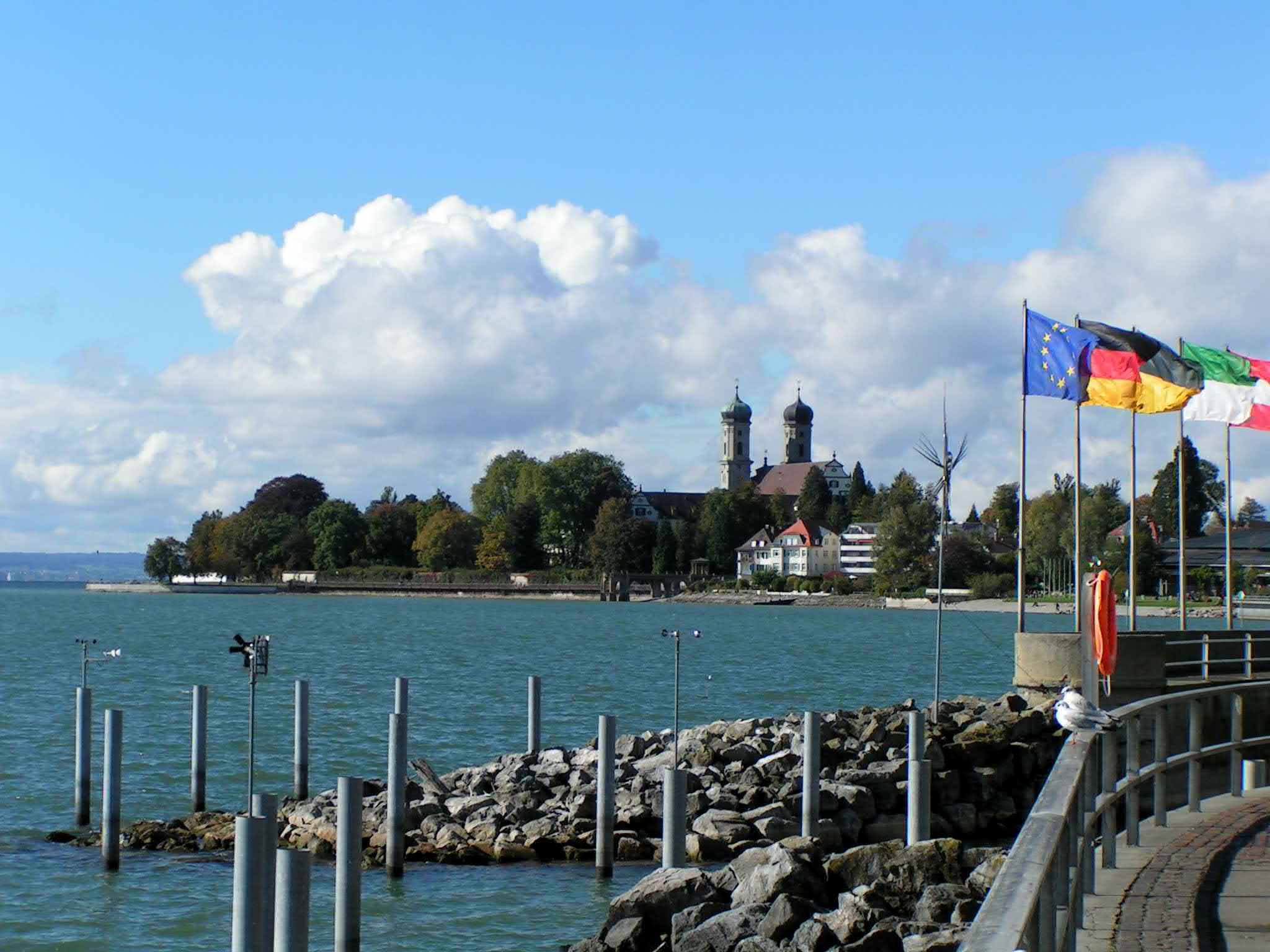
Friedrichshafen met Schlosskirche aan de Bodensee
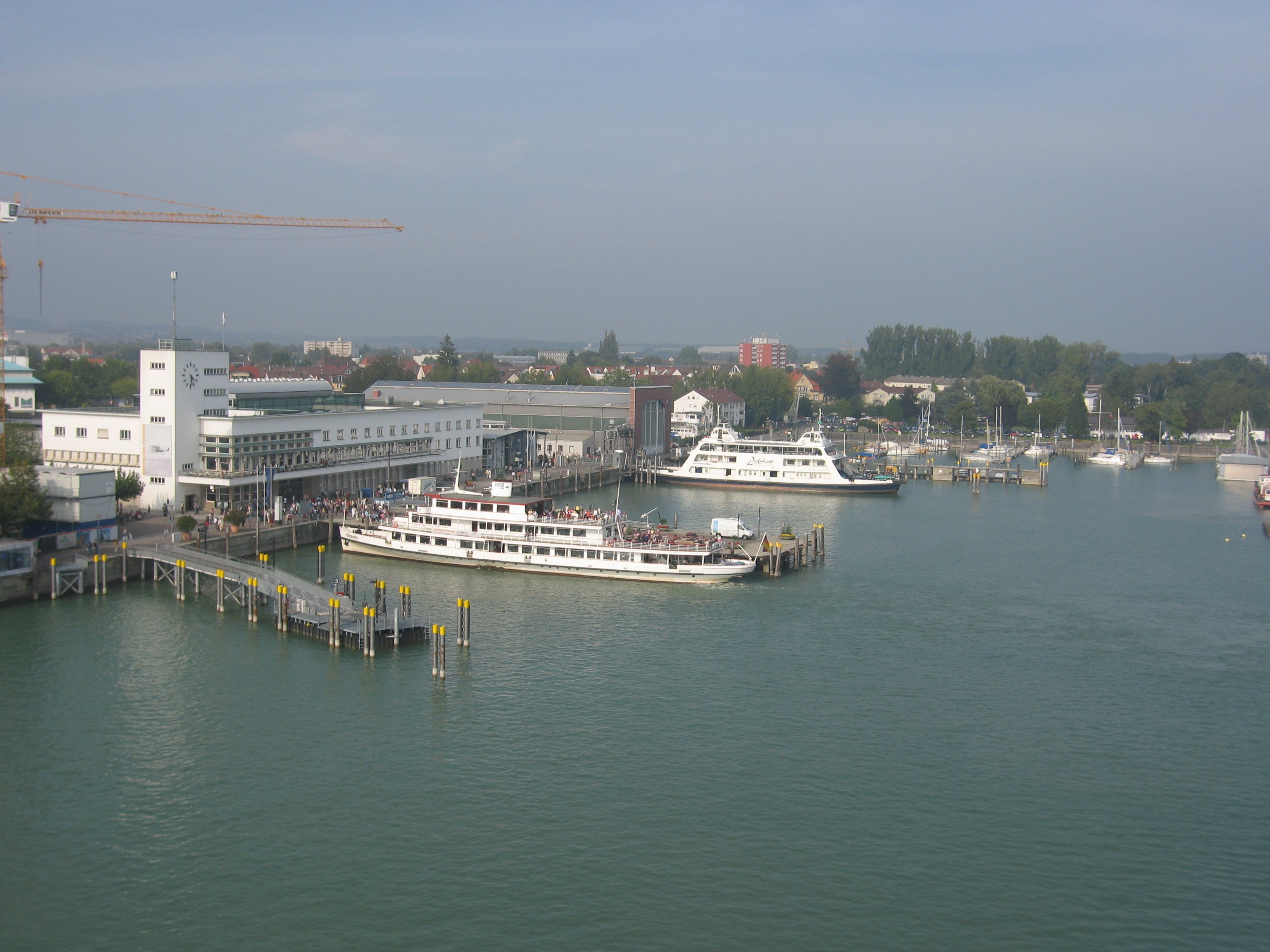
Haven van Friedrichshafen - Uitkijk vanaf haventoren
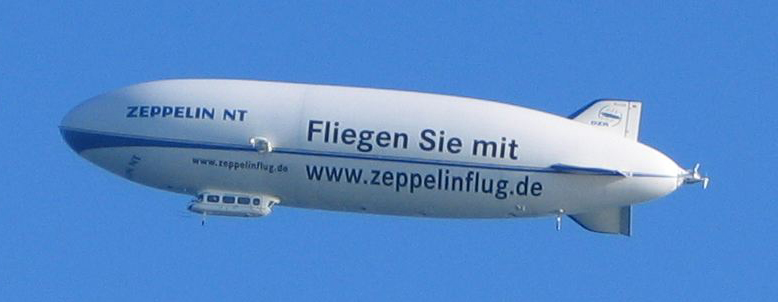
Zeppelin NT (nieuwe technologie) in vlucht
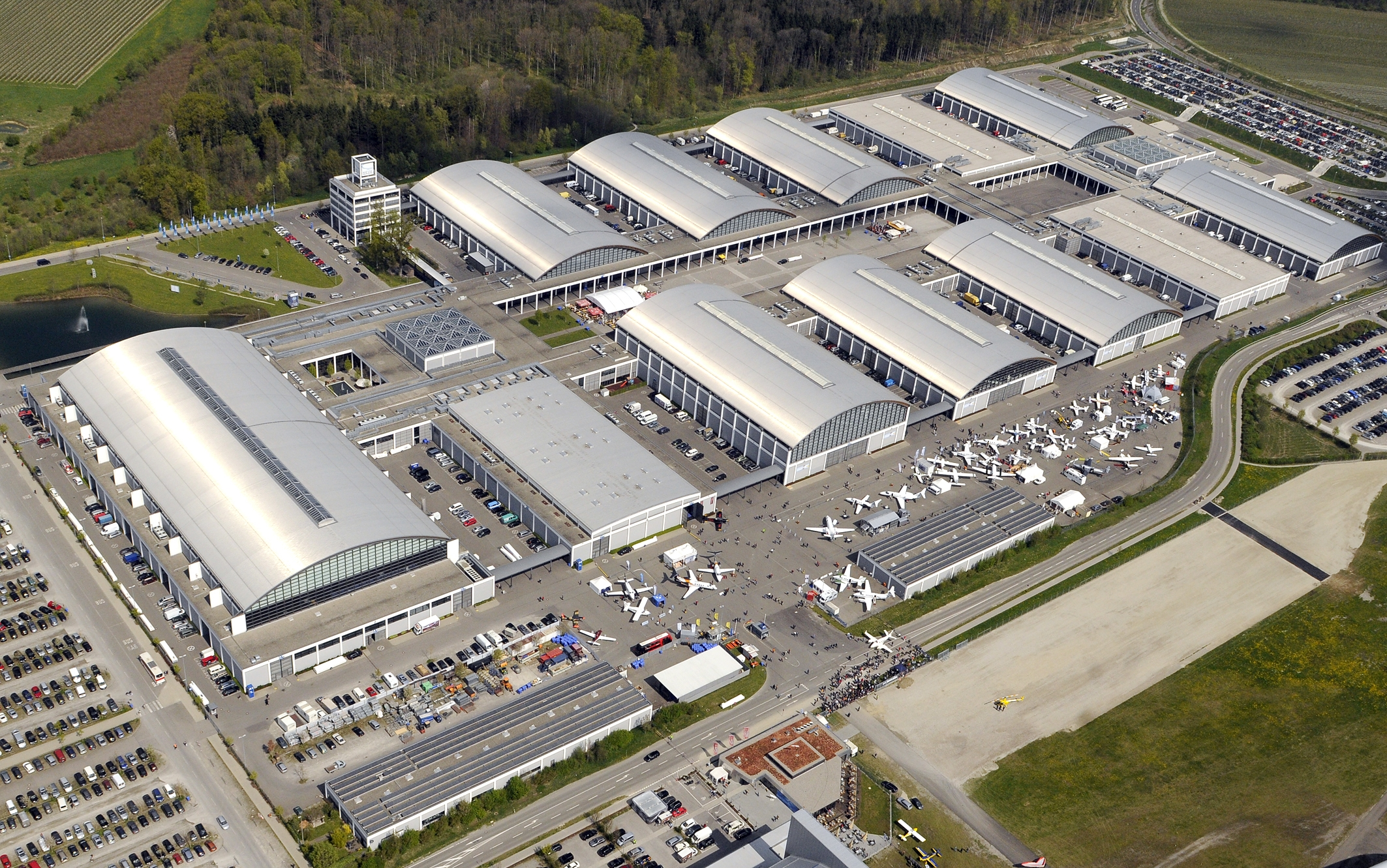
Jaarbeursterrein

Bermatingen ·
Daisendorf ·
Deggenhausertal ·
Eriskirch ·
Frickingen ·
Friedrichshafen ·
Hagnau am Bodensee ·
Heiligenberg ·
Immenstaad am Bodensee ·
Kressbronn am Bodensee ·
Langenargen ·
Markdorf ·
Meckenbeuren ·
Meersburg ·
Neukirch ·
Oberteuringen ·
Owingen ·
Salem ·
Sipplingen ·
Stetten ·
Tettnang ·
Überlingen ·
Uhldingen-Mühlhofen